# Rick Fenn
Richard Fenn, detto Rick (23 maggio 1953), è un chitarrista britannico.

## Carriera
Dal 1976 è membro del gruppo 10cc, gruppo che comunque è rimasto inattivo dal 1983 al 1991 e dal 1995 al 1999.
Negli anni '80 ha collaborato con Nick Mason (Pink Floyd) per il progetto Mason + Fenn, che ha dato come frutto la pubblicazione dell'album Profiles (1985) e la produzione di alcune colonne sonore.
Sempre negli anni '80 ha spesso lavorato al fianco di Mike Oldfield per alcuni dei suoi dischi, con Michael Mantler e con Rick Wakeman.
Con Graham Gouldman, anch'egli membro dei 10cc, ha collaborato per alcuni album. Nel 1985 ha collaborato con Agnetha Fältskog (ABBA) per il suo album solista Eyes of a Woman.
Nella prima metà degli anni '90 ha collaborato con Peter Howarth.

## Discografia
Con i 10cc
Solista (con Nick Mason)
- Profiles (1985)
- White of the Eye (1987)
- Tank Malling (1988)